# توزیع گاوسی معکوس تعمیم‌یافته
توزیع گاوسی معکوس تعمیم‌یافته (GIG : Generalized Inverse Gaussian) در نظریه احتمال و آمار یک توزیع پیوسته با سه پارامتر است. تابع چگالی احتمال این توزیع به صورت زیر است:
{\displaystyle f(x)={\frac {(a/b)^{p/2}}{2K_{p}({\sqrt {ab}})}}x^{(p-1)}e^{-(ax+b/x)/2},\qquad x>0,}
که {\displaystyle K_{p}}یک تابع بسل اصلاح شده از نوع دوم است، a و b مقادیری مثبت و p یک پارامتر حقیقی است. این توزیع به طور گسترده‌ای در زمین‌آمار، زبانشناسی آماری، دانش مالی و سرمایه‌گذاری و غیره استفاده میشد.

## مشخصات

### مجموع
بارندورف-نیلسن (O. Barndorff-Nielsen) و هالگرین (C. Halgreen) اثبات کردند که توزیع GIG بی‌نهایت تقسیم‌پذیر است.

### آنتروپی
آنتروپی توزیع GIG به صورت زیر داده میشود:
{\displaystyle {\begin{aligned}H={\frac {1}{2}}\log \left({\frac {b}{a}}\right)&{}+\log \left(2K_{p}\left({\sqrt {ab}}\right)\right)-(p-1){\frac {\left[{\frac {d}{d\nu }}K_{\nu }\left({\sqrt {ab}}\right)\right]_{\nu =p}}{K_{p}\left({\sqrt {ab}}\right)}}\\&{}+{\frac {\sqrt {ab}}{2K_{p}\left({\sqrt {ab}}\right)}}\left(K_{p+1}\left({\sqrt {ab}}\right)+K_{p-1}\left({\sqrt {ab}}\right)\right)\end{aligned}}}

## توزیع‌های مرتبط
توزیع گاوسی معکوس و توزیع گاما حالت‌های خاصی از توزیع گاوسی معکوس تعمیم‌یافته با {\displaystyle p=-1/2} و {\displaystyle b=0} هستند.
به طور دقیق‌، یک توزیع گاوسی معکوس با فرم
{\displaystyle f(x;\mu ,\lambda )=\left[{\frac {\lambda }{2\pi x^{3}}}\right]^{1/2}\exp {\frac {-\lambda (x-\mu )^{2}}{2\mu ^{2}x}}}
یک توزیع گاوسی معکوس تعمیم‌یافته با {\displaystyle a=\lambda /\mu ^{2}}، {\displaystyle b=\lambda } و {\displaystyle p=-1/2} است.
یک توزیع گاما با فرم
{\displaystyle {\displaystyle g(x;\alpha ,\beta )=\beta ^{\alpha }{\frac {1}{\Gamma (\alpha )}}x^{\alpha -1}e^{-\beta x}}}
یک توزیع گاوسی معکوس تعمیم‌یافته با {\displaystyle a=2\beta }، {\displaystyle b=0} و {\displaystyle p=\alpha } است.
یک توزیع گاما معکوس، یک توزیع گاوسی معکوس تعمیم‌یافته با {\displaystyle a=0} و {\displaystyle p<0} است.
یک توزیع هایپربولیک، یک توزیع گاوسی معکوس تعمیم‌یافته با {\displaystyle p=0} است.

## کاربرد‌های احتمالی

### 1) توزیع GIG به عنوان قانونی برای کسر‌های مسلسل
{\displaystyle X} و {\displaystyle Y} را دو متغیر تصادفی مستقل از هم در نظر بگیرید به طوری که {\displaystyle X>0} و {\displaystyle Y\sim \gamma (p,{\frac {a}{2}})} برای {\displaystyle p,a>0}. در این صورت داریم {\displaystyle X=d{\frac {1}{Y+X}}} اگر و فقط اگر {\displaystyle X\sim GIG(-p,a,a)}.
{\displaystyle X}، {\displaystyle Y_{1}} و {\displaystyle Y_{2}} را سه متغیر تصادفی مستقل از هم در نظر بگیرید به طوری که {\displaystyle X>0}، {\displaystyle Y_{1}\sim \gamma (p,{\frac {b}{2}})} و {\displaystyle Y_{2}\sim \gamma (p,{\frac {a}{2}})} برای {\displaystyle p,a,b>0}. در این صورت داریم {\displaystyle X=d{\frac {1}{Y_{1}+{\frac {1}{Y_{2}+X}}}}} اگر و فقط اگر {\displaystyle X\sim GIG(-p,a,b)}.
به طور کلی اگر {\displaystyle (Y_{i})_{i\geq 1}} یک دنباله از متغیر تصادفی‌های مستقل از هم باشد به طوری که {\displaystyle {\mathcal {L}}(Y_{2i-1})={\mathcal {L}}(Y_{1})=\gamma (\lambda ,{\frac {b}{2}})} و {\displaystyle {\mathcal {L}}(Y_{2i})={\mathcal {L}}(Y_{2})=\gamma (\lambda ,{\frac {a}{2}})} برای {\displaystyle i\geq 1}، آنگاه داریم:
{\displaystyle {\mathcal {L}}{\Biggl (}{\frac {1}{Y_{1}+{\frac {1}{Y_{2}+{\frac {1}{Y_{3}+{}^{._{._{.}}}}}}}}}{\Biggr )}=GIG(-\lambda ,a,b)}.

### 2) خاصیت Matsumoto-Yor
دو متغیر تصادفی مثبت و مستقل از هم {\displaystyle X} و {\displaystyle Y} را در نظر بگیرید به طوری که {\displaystyle X\sim GIG(-p,a,b)} و {\displaystyle Y\sim \Gamma (p,{\frac {a}{2}})} برای {\displaystyle p,a,b>0}. خاصیت Matsumoto-Yor بیان می‌کند که متغیر تصادفی‌های {\displaystyle U={\frac {1}{X+Y}}} و {\displaystyle V={\frac {1}{X}}-{\frac {1}{X+Y}}} از هم مستقل هستند.

## مثال‌هایی از کاربرد توزیع گاوسی معکوس تعمیم‌یافته
- Jorgensen در سال 1982 ثابت کرد که توزیع GIG فیت مناسب‌تری نسبت به توزیع نمایی در داده های مورد استفاده در موارد زیر است:[۴]
  - فواصل زمانی بین خرابی‌های پی‌در‌پی تجهیزات تهویه‌ی هوا در هواپیمای بوئینگ 720
  - فواصل زمانی بین ضربان‌ها در یک فیبر عصبی
  - فواصل زمانی بین رد شدن وسایل نقلیه از یک نقطه
- Iyengar و Liao در سال 1997: فعالیت عصبی؛ مقایسه بین فیت توزیع GIG و فیت توزیع نرمال لگاریتمی.[۴]
- Chebana et al در سال 2010: کاربرد در وقایع مفرط هیدرولوژیکی[۴]